# Refeia
refeia（レフェイア、1976年 - ）は、日本のフリーイラストレーター。男性。岐阜県出身。2007年まで使用していた別ペンネームに巳島 ヒロシ（みしま ひろし）、または巳島がある。

## 来歴・人物
大学院の工学修士課程修了後、2006年3月まで研究開発系エンジニアを務めていたがイラストレーターに転身。主に暁WORKSのアダルトゲーム原画とライトノベルの挿し絵を手掛けている。
雑誌『ゲームラボ』（三才ブックス）で2010年4月号から2012年6月号まで「萌える! CG教室」の講師を担当し、同コーナーの歴代講師としては初めて連載内容が単行本『萌え絵の教科書』（全2巻）にまとめられた。さらに2013年春からは東洋美術学校に非常勤講師に採用され、上記2冊が教材として扱われている（本人もTwitterで「『教科書』が本当に教科書になった」と語っている）。

## 作品リスト

### ゲーム原画
- 僕がサダメ 君には翼を。（暁WORKS）
- DEVILS DEVEL CONCEPT（暁WORKS）
- すきま桜とうその都会（propeller）

### 挿画
- ルカ -楽園の囚われ人たち-（著：七飯宏隆、電撃文庫）
- 魔銃使いZELO（著：ひびき遊、富士見ファンタジア文庫）
- モノケロスの魔杖は穿つ（著：伊都工平、MF文庫J）
- ぶよぶよカルテット（著：みかづき紅月、一迅社文庫）
- 疾走れ、撃て!（著：神野オキナ、MF文庫J）
- 晴れた空にくじら（著：大西科学、GA文庫）
- 覚醒遺伝子（著：中村一、電撃文庫）
- あいすのっ!（著：夜空野ねこ・監修：あるてみす。、ぷちぱら文庫）
- あるいは現在進行形の黒歴史（著：あわむら赤光、GA文庫）
- 天帝学院の侵奪魔術師＜ドメインテイカー＞（著：藤春都 、HJ文庫）
- 勇者には勝てない（著：来田志郎、電撃文庫）
- 聖剣使いの禁呪詠唱[1]（著：あわむら赤光、GA文庫）
- 双界のアトモスフィア（著：筧ミツル、富士見ファンタジア文庫）
- 俺達の中二病はまだ始まったばかりだ!（著：昨坂まこと、講談社ラノベ文庫）
- 16:00の召喚魔法（著：木緒なち、オーバーラップ文庫）
- 彼女は遺伝子組み換え系（2015年、著：嵯峨伊緒、電撃文庫）

### 漫画
- うぇぶつと!（livedoor デイリー4コマ 2nd）
- 眠り姫とドリーミング・ピル（季刊GELATIN）

### キャラクターデザイン
- ディル・ブラッド&エル・スウィート（DLsite Maniax & Home）
- じゅれみっくす（瀬戸農産物加工企業組合）
- マジカ★マジカ（more@ゲームズ!）
- こいけん!（ベクター）
- 天華百剣 -斬-（DeNA）
- ディタ&セト（livedoor Blog管理画面キャラクター、livedoor クリップ データセットイメージキャラクター/ライブドア/NHN Japan）
  - 関連書籍：今日からはじめるライブドアブログ（三才ブックス）ISBN 9784861992209

### 画集
- q-o ‐refeia visual record‐（廣済堂出版）ISBN 978-4-33190-119-9

### その他
- 萌え絵の教科書 CGイラストステップアップガイド（三才ブックス）

1. ISBN 978-4-86199-350-3
2. 応用編 ISBN 978-4-86199-505-7
3. 増補改訂版 ISBN 978-4-86673-048-6